# Tord Pedersson Bonde
Tord Pedersson Bonde (... – maggio 1470) è stato un arcivescovo cattolico svedese, Arcivescovo di Uppsala (mai ordinato) dal 1468 al 1469.
Il suo nome alla nascita era Tord Pedersson, ma poiché sua madre proveniva dalla famiglia Bonde, spesso egli utilizzò questo nome in aggiunta al suo.
Studiò all'Università di Lipsia dal 1437 al 1439. Al ritorno in patria, divenne decano a Linköping. Si pensa che sua madre avesse un legame con il re di Svezia Carlo VIII e che questo legame fosse alla base della sua promozione.
Nel 1467, l'Arcivescovo di Uppsala morì e, su raccomandazione del re, Tord Pedersson fu eletto come suo successore. Si trasferì ad Almarestäket e si insediò. Papa Paolo II, però, non approvò la sua nomina, e chiese che fosse sostituito da Jakob Ulvsson, che fu insediato al posto suo il 18 dicembre 1469. Poco tempo dopo, Pedersson morì.